# Міжсоюзницька конфедерація офіцерів запасу
Міжсоюзницька конфедерація офіцерів запасу (фр. Confédération Interalliée des Officiers de Réserve, англ. Interallied Confederation of Reserve Officers, CIOR) — неполітична, неурядова, неприбуткова організація, заснована у 1948 році Асоціаціями офіцерів запасу Бельгії, Франції та Нідерландів.
Мета конфедерації — розвиток співпраці між асоціаціями офіцерів запасу країн НАТО та солідарності в Атлантичному альянсі.
Об'єднує 34 членів та асоційованих членів — асоціацій офіцерів запасу у країнах НАТО. Члени цих асоціацій є офіцерами запасу і водночас активно працюють у галузях підприємництва, промисловості, науки політики та інших сферах професійного життя. Вони можуть використовувати набуті в цивільній діяльності знання та досвід для сприяння вирішенню завдань, що постають перед силами НАТО, і поліпшенню поінформованості населення про питання безпеки та оборони.

## Цілі
Головні цілі конфедерації:
- діяльність на підтримку політики та сприяння досягненню цілей НАТО;
- підтримання контакту з командуванням і військовим керівництвом НАТО;
- розвиток міжнародних зв'язків, взаємної обізнаності та взаєморозуміння між офіцерами запасу.

## Структура
Делегати CIOR обираються асоціаціями офіцерів запасу країн НАТО. Міжнародні Президент та Генеральний секретар CIOR представляють одну країну та обираються Виконавчим комітетом на дворічний термін. Голова делегації кожної країни виконує обов'язки віце-президента CIOR і голосує від іменем своєї країни (кожен має один голос). Виконавчий комітет є політичним органом CIOR і обирає країну, яка головуватиме, місця проведення з'їздів, проекти для розробки комісіями та заходи, які необхідно вжити за тими проектами.

Міжсоюзницька конфедерація офіцерів запасу включає такі комітети:
- Комітет з оборонної політики і проблем безпеки
- Комітет з питань військово-цивільного співробітництва
- Комітет військових змагань
- Правовий комітет
- Комітет Партнерства заради миру
- Комітет Мовної академії
- Комітет зимового семінару
- Комітет молодих офіцерів запасу

Виконавчий комітет може призначати на певний час підкомітет чи підкомісію для розгляду конкретних питань поза межами звичної компетенції постійних комісій або комітетів.
Для досягнення своїх цілей CIOR збирає форуми раз на рік почергово в країнах-членах. Узимку, як правило, на початку лютого, у штаб-квартирі НАТО в Брюсселі проводиться зимова конференція Виконкому та комісій.